# البيرة في الأردن

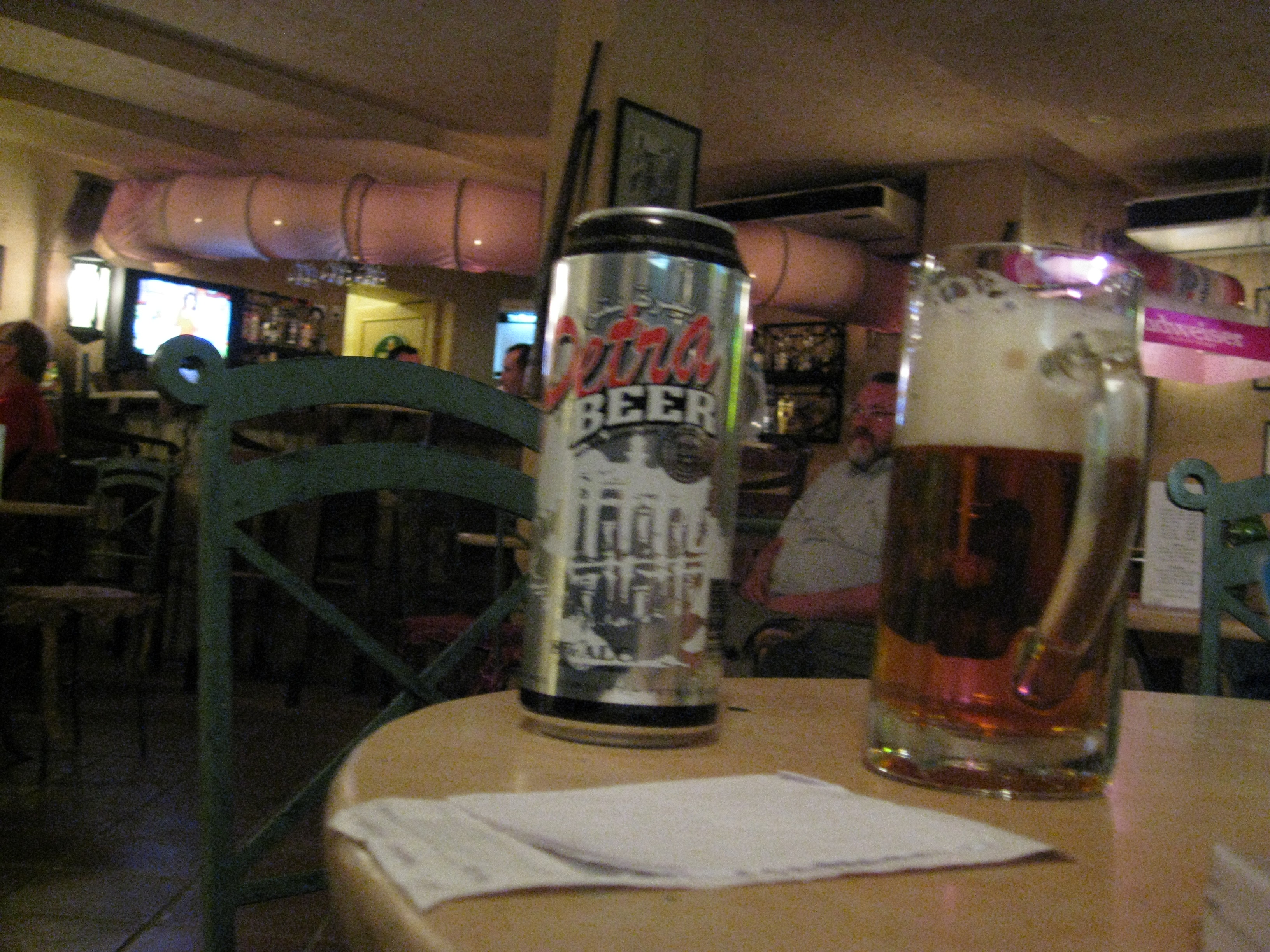
البيرة البتراء

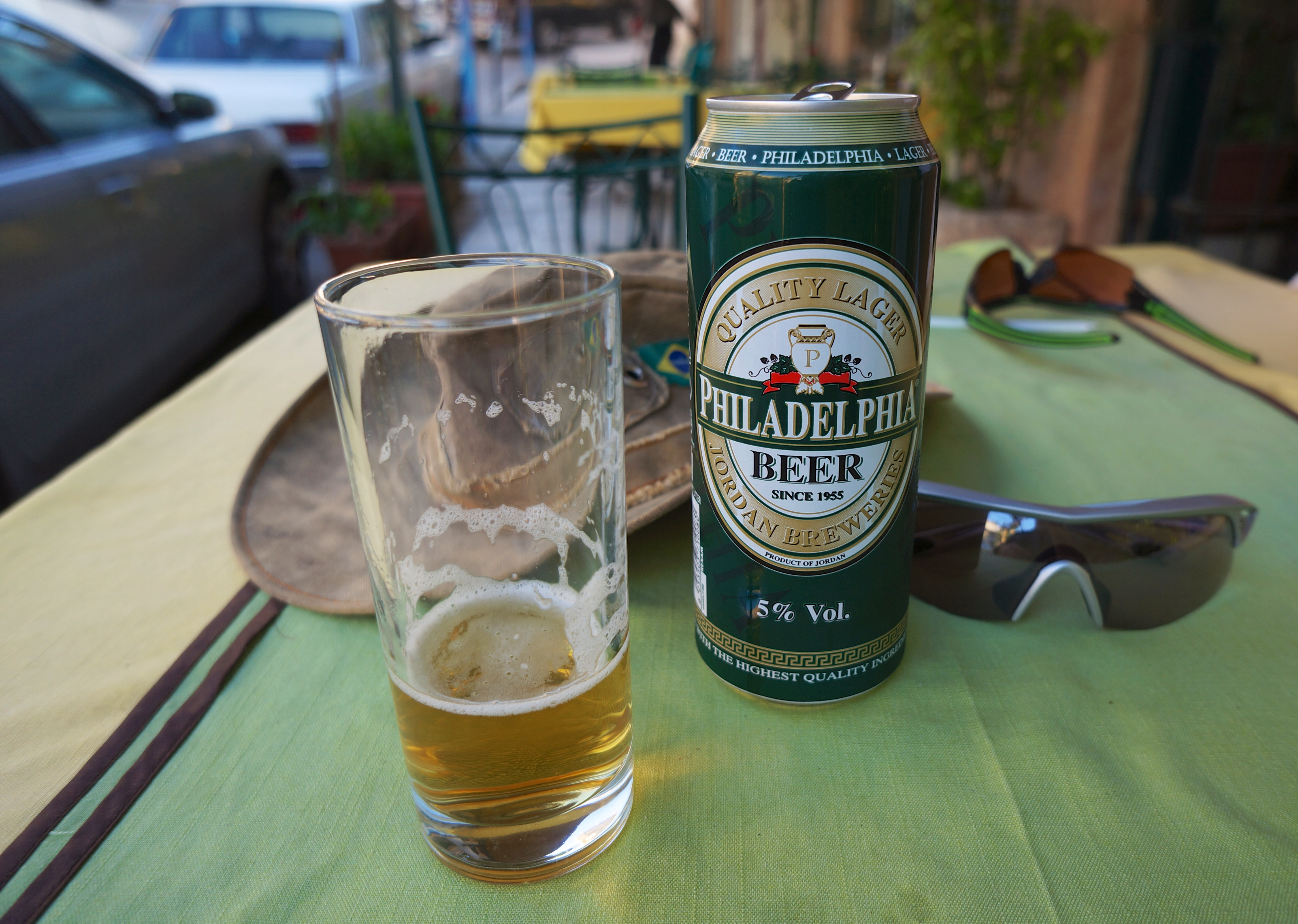
بيرة فيلادلفيا

وجدت البيرة في الأردن منذ تقديمها لأول مرة في المنطقة منذ آلاف السنين في العراق القديم ومصر القديمة ؛ اليوم من الشركات العديدة المنتجة للبيرة تعتبر بيرة البتراء الأقوى، إن لم تكن الأطيب نكهة في منطقة الشرق الأوسط، إذ تحتوي على نسبة 8% من الكحول. هي بيرة مصنوعة من الشعير يتم تخميرها في عمّان، وليس في «المدينة الوردية» البتراء كما يوحي اسمها. التعود على مذاقها القوي يُكتسب مع مرور الوقت، مما يجعلها تأتي في المرتبة الثانية في الأردن بعد البيرة الهولندية المصنعة محلياً أمستل.

## التاريخ الحديث
أول مصنع جعة في الأردن كانت الشركة العامة للاستثمار (GIC)، التي تأسست عام 1955 كشركة عامة تسمى «شركة الجعة الأردنية المحدودة». في عام 195 ، تم بناء أول مصنع للبيرة أمستل خارج هولندا، أنشئ في الزرقاء.
في عام 1964، قدمت شركة الجعة الأردنية المحدودة بترا، أقدم الشراب المحلي في الأردن. وهي متوفرة في 3 أنواع مختلفة - الجعة وWeizen والعنبر - ويتم إعدادها في الزرقاء. تشتهر البتراء بمحتواها العالي من الكحول، ب8 ٪ من الكحول حسب الحجم (ABV) بالنسبة العادية أو 10 ٪ في Petra Premium. لا يزال أمستل أكثر أنواع البيرة استهلاكًا في الأردن، يليه البتراء. بترا يخمر من الشعير وصنع في الزرقاء.
في عام 2010، تم إنشاء أول مصنع للجعة الصغيرة في الأردن، وهو مصنع كاراكال للجعة، في الفحيص، وهي مدينة ذات غالبية مسيحية في محافظة البلقاء.